# Га-Маґід
Га-Маґід (івр. הַמַּגִּיד, «Проповідник») — перша в Пруссії щотижнева газета івритом . Виходила з 1856 по 1903 роки.

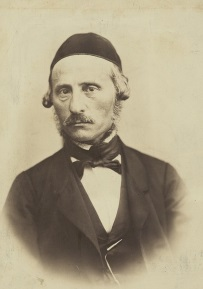
Еліезер Ліпман Зільберман, засновник газети

Газета заснована в 1856 р в місті Лик (Пруссія, нині Елк, Польща). Орієнтувалася в основному на маскілів. Ініціатором видання, власником і першим редактором газети був автодидакт Л. Л. Зільберман (1819-82), який деякий час працював різником, потім зайнявся журналістикою і згодом за свої заслуги перед єврейською журналістикою був удостоєний наукового ступеня Лейпцігського університету Львівським кореспондентом газети був Сімон Бернфельд.